# 菅本康之
菅本 康之（すがもと やすゆき、1960年 - ）は、日本の文学研究者。

## 来歴
新潟県佐渡島生まれ。
1979年4月、明治大学入学。
1983年3月、明治大学卒業。
明治大学大学院文学研究科博士後期課程満期退学。博士（文学）。大学院では中山和子に師事。
藤女子大学文学部日本語・日本文学科教授。近代日本思想史の講義を行う。
2001年5月17日、藤井啓とともに「花田清輝ルネッサンスプロジェクト」を発足。Webページを公開している。
2011年8月から翌年5月までイタリアボローニャにて海外研修を行っていた。
- 「宮本しもん」の名前で代々木ゼミナールの国語科講師として働いていた。
- 2011年5月、嫌いな批評家・評論家として、吉本隆明、西尾幹二、佐伯啓思、加藤典洋、竹田青嗣、橋爪大三郎、中沢新一を挙げた。[1]
- 荒木優太は大学院の後輩。

## 編著書、論文

### 単著
- 『フェミニスト花田清輝』武蔵野書房、1996年7月。
- 『モダン・マルクス主義のシンクロニシティ：平林初之輔とヴォルター・ベンヤミン』彩流社、2007年1月。

### 編集
- 『マルクス主義　コレクション・モダン都市文化』和田博文監修　ゆまに書房、2010年9月。

### 論文
- 「光源としての唯物論的ユーモア—尾崎翠と花田清輝」（『昭和文学研究　第36集』「特集　批評の再検討」昭和文学会編集委員会編、1998年2月） - Webサイト「花田清輝ルネッサンスプロジェクト」内で公開されている[2]。

## 外部サイト
- 菅本康之 - KAKEN 科学研究費助成事業データベース
- 研究者総覧 - 藤女子大学
- 教員紹介 - 藤女子大学

- VivaRoberto - 菅本のTwitter。2009年7月に登録。